# Johann Katzianer
Johann Katzianer (slovinsky: Ivan Kacijanar), nebo také Hans Katzianer, svobodný pán z Katzensteinu a Fledingenu (1491 Begunje – 27. října 1539 Hrvatska Kostajnica), byl kraňský šlechtic a velitel habsburské císařské armády.

## Život
Poprvé je zmiňován v roce 1527, kdy arcivévoda Ferdinand, bratr císaře, shromáždil armádu na podporu svých nároků na uherský trůn, který se uvolnil po smrti krále Ludvíka II. Uherského v bitvě u Moháče (1526) proti Osmanům. Katzianer se zúčastnil Ferdinandova uherského tažení v letech 1527–1528 proti sedmihradskému vojvodovi Janu Zápolském, který byl rovněž prohlášen králem a měl podporu velké části uherské šlechty.
Katzianer se vyznamenal v bitvě u Tarcalu v září 1527 a zejména v bitvě u Sziny v březnu 1528, ale odcizil si místní obyvatelstvo násilnostmi a nevhodným chováním svých vojsk. V roce 1529 se zúčastnil obléhání Vídně proti Sulejmanovi Nádhernému. V čele lehké jízdy obtěžoval ustupující Turky a osvobodil mnoho křesťanských zajatců.
V roce 1530 nahradil biskupa Krištofa Ravbara na postu zemského hejtmana (Landeshauptmann) Kraňského vévodství. V této funkci působil až do roku 1538, kdy ho nahradil Nikola Jurišić. Po smrti Mikuláše, hraběte ze Salmu, téhož roku, byl jmenován vrchním velitelem (Obristfeldhauptmann) vojsk v Uhrách, kde za obtížných podmínek odrážel nové útoky Jana Zápolského a Sulejmana Nádherného. Dosáhl velkého vítězství v bitvě u Leobersdorfu (1532), kde zničil tureckou armádu vedenou Kasimem Bejem.

### Smrt
V roce 1537 velel armádě o síle 24 000 mužů při obléhání Osijeku. Katzianerovo tažení skončilo naprostou katastrofou a Katzianer byl obviněn z útěku a opuštění své armády, která byla poté zničena v bitvě u Gorjani. Byl zatčen a poslán do Vídně k soudu, ale 31. ledna 1538 utekl před vynesením rozsudku a uprchl do Kostajnické pevnosti v Chorvatsku. Zde navázal kontakt s nepřáteli Habsburků, aby zosnoval spiknutí proti Ferdinandovi, ale mladý hrabě Mikuláš IV. Zrinský ho během večeře probodl.